# Parageina
Parageina là một chi bọ cánh cứng trong họ Chrysomelidae.
Chi này được miêu tả khoa học năm 1936 bởi Laboissiere.

## Các loài
Các loài trong chi này gồm:
- Parageina andrewesi (Jacoby, 1904)
- Parageina bouvieri Laboissiere, 1936